# LOVEシーズン
『LOVEシーズン』（A Change of Seasons）は1980年制作のアメリカ合衆国の映画。

## 概要
日本国内向けのビデオは『シャーリー・マクレーン ダイヤモンドダストの朝』という別題で販売された。
同じリゾート地で浮気相手と一緒に冬の休暇を過ごすこととなった倦怠期の夫婦とその相手が繰り広げる、度が過ぎるラブ・コメディ。アンソニー・ホプキンスとシャーリー・マクレーン、ボー・デレクという異色の顔合わせの映画だったが、年の差の浮気というテーマもあって悪評となり、本国では興行的に振るわず、ゴールデンラズベリー賞でも最悪俳優、最悪脚本、最悪オリジナル歌曲の3部門でノミネートされた。

## あらすじ
キャリン・エヴァンズは、傲慢で自己中心的な教授である夫アダムが学生リンジー・ラトレッジと不倫していることを知り復讐心に燃える。彼女は哲学的な雰囲気をまとうキャンパスの大工であるピート・ラシャペルと戯れることで夫に報復する。アダムは妻の新たな交遊を知り激怒し、逆にキャリンは夫と同じ肉体の快楽を享受する権利を主張する。4人はバーモント州のスキーハウスに滞在し、そこでリベラルな人々のように振る舞おうとする彼らの努力は、不安や傷ついた感情によって試されることになる。そこへ娘のケイシー・エヴァンズが突然やって来て、非常識な行動を取ってきた両親を正しい道に戻そうとする。

## キャスト
- キャリン・エヴァンズ - シャーリー・マクレーン
- アダム・エヴァンズ - アンソニー・ホプキンス： キャリンの夫。大学教授。
- リンジー・ラトレッジ - ボー・デレク： アダムの教え子で愛人。
- ピート・ラシャペル - マイケル・ブランドン： 大工。
- ケイシー・エヴァンズ - メアリー・ベス・ハート： キャリンとアダムの娘。
- スティーヴン・ラトレッジ - エドワード・ウィンター（英語版）： リンジーの父親。
- ポール・ディ・リシ - ポール・レジナ（英語版）： ケイシーの恋人。

## 関連映画
- メランコリー